# Грудь-нога

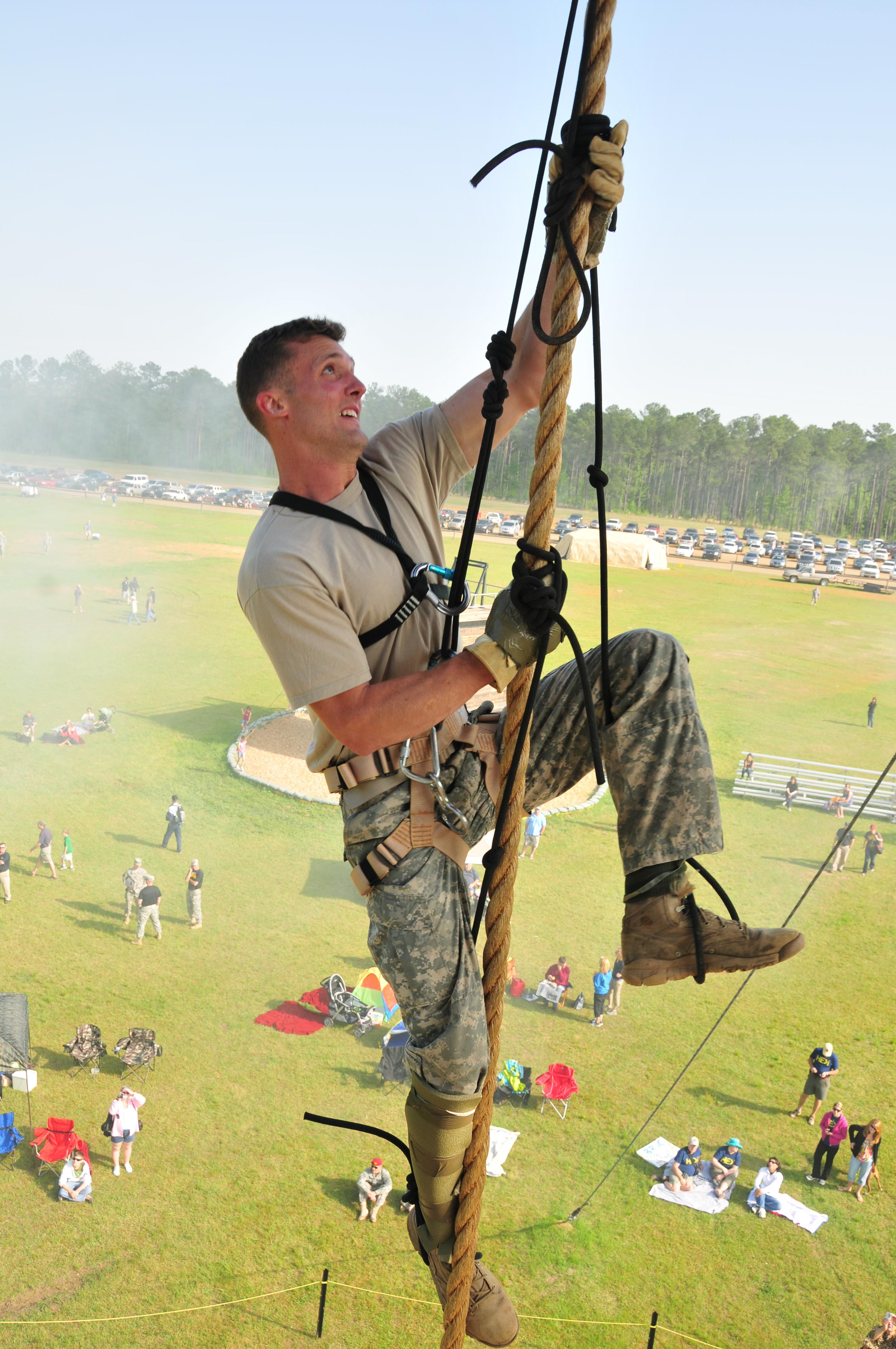
подъём сержанта в технике «грудь-нога» на военных соревнованиях

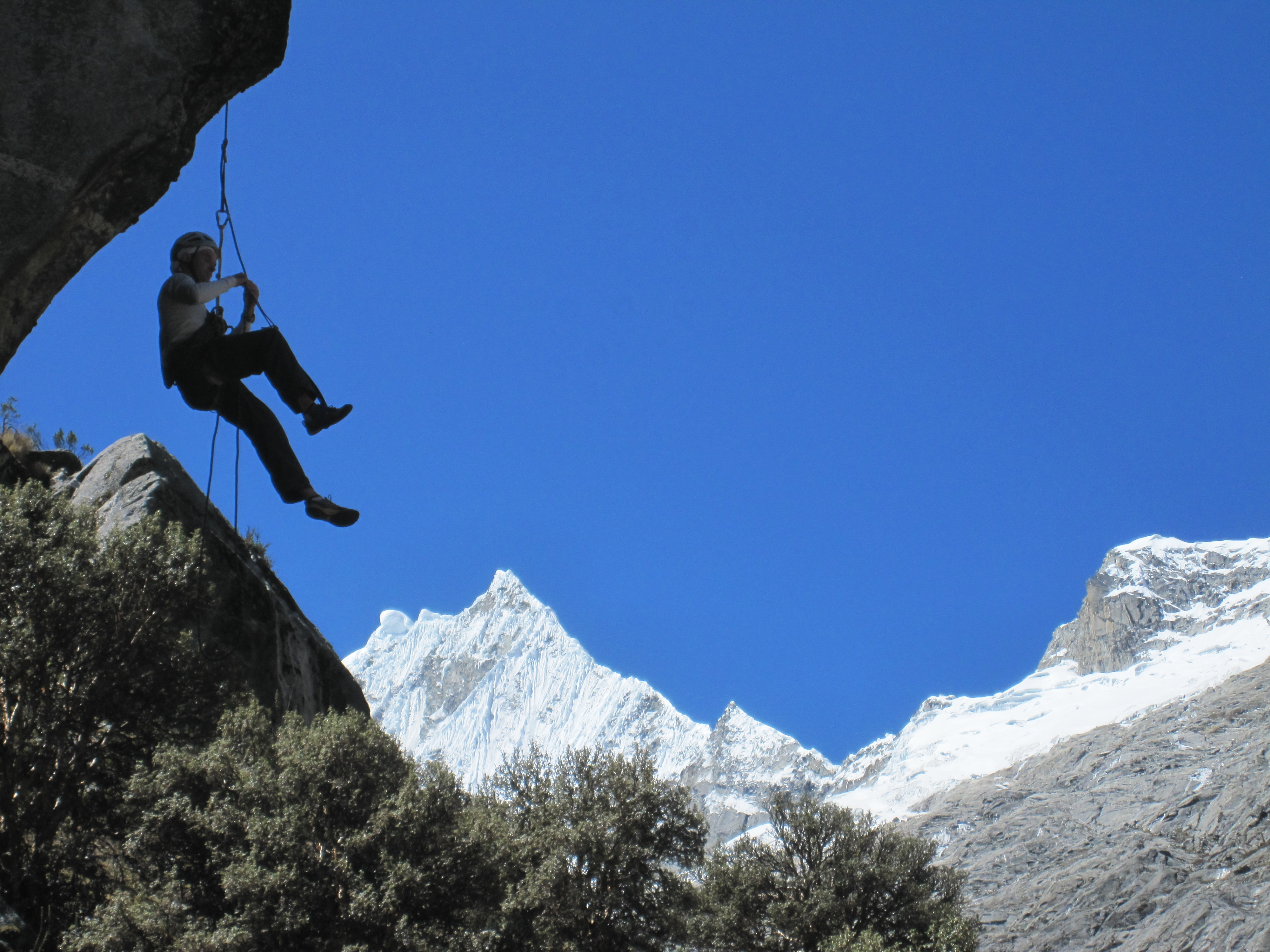
подъём скалолаза в технике «грудь-нога»

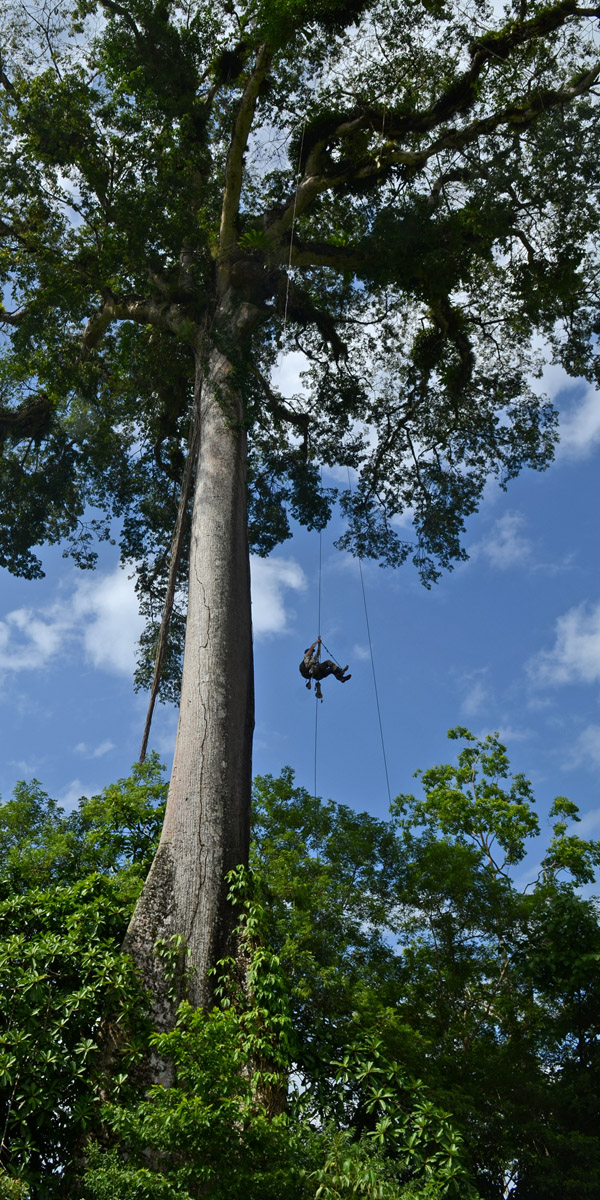
подъём древолаза в технике «грудь-нога»

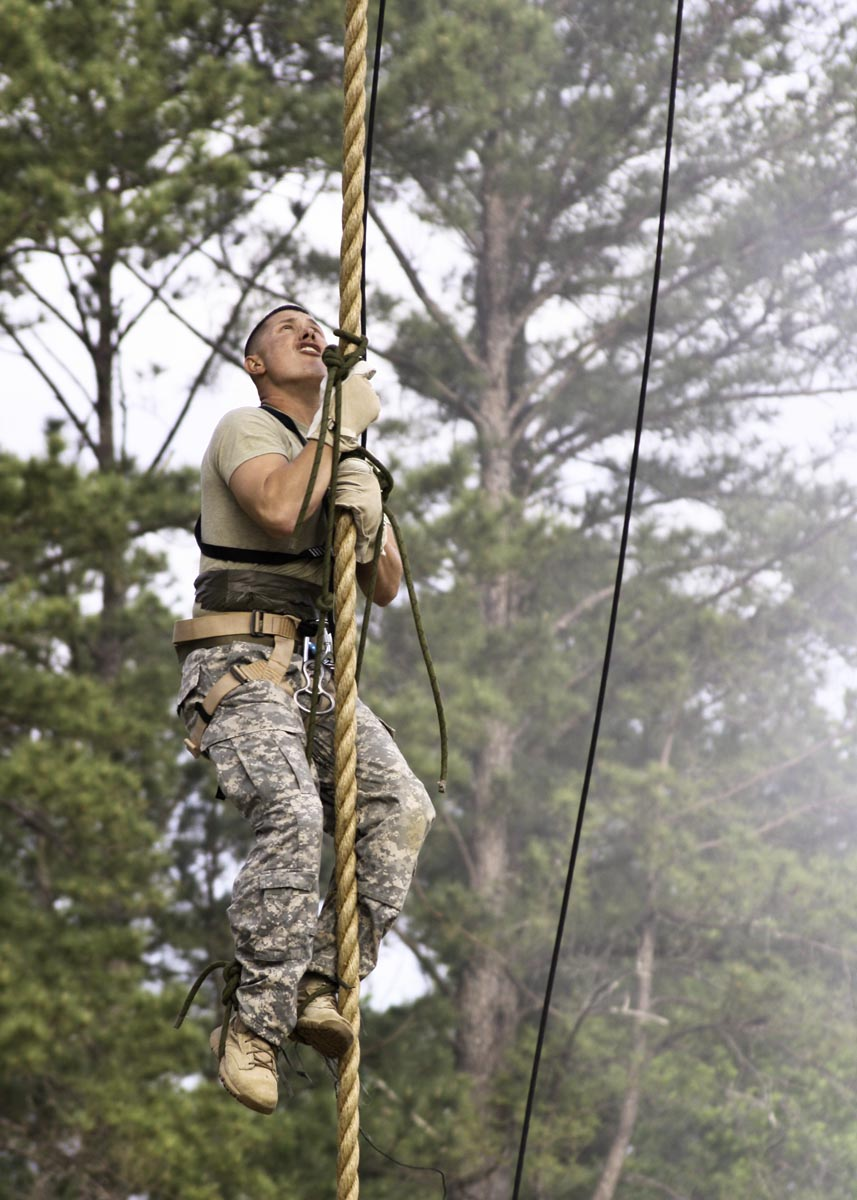

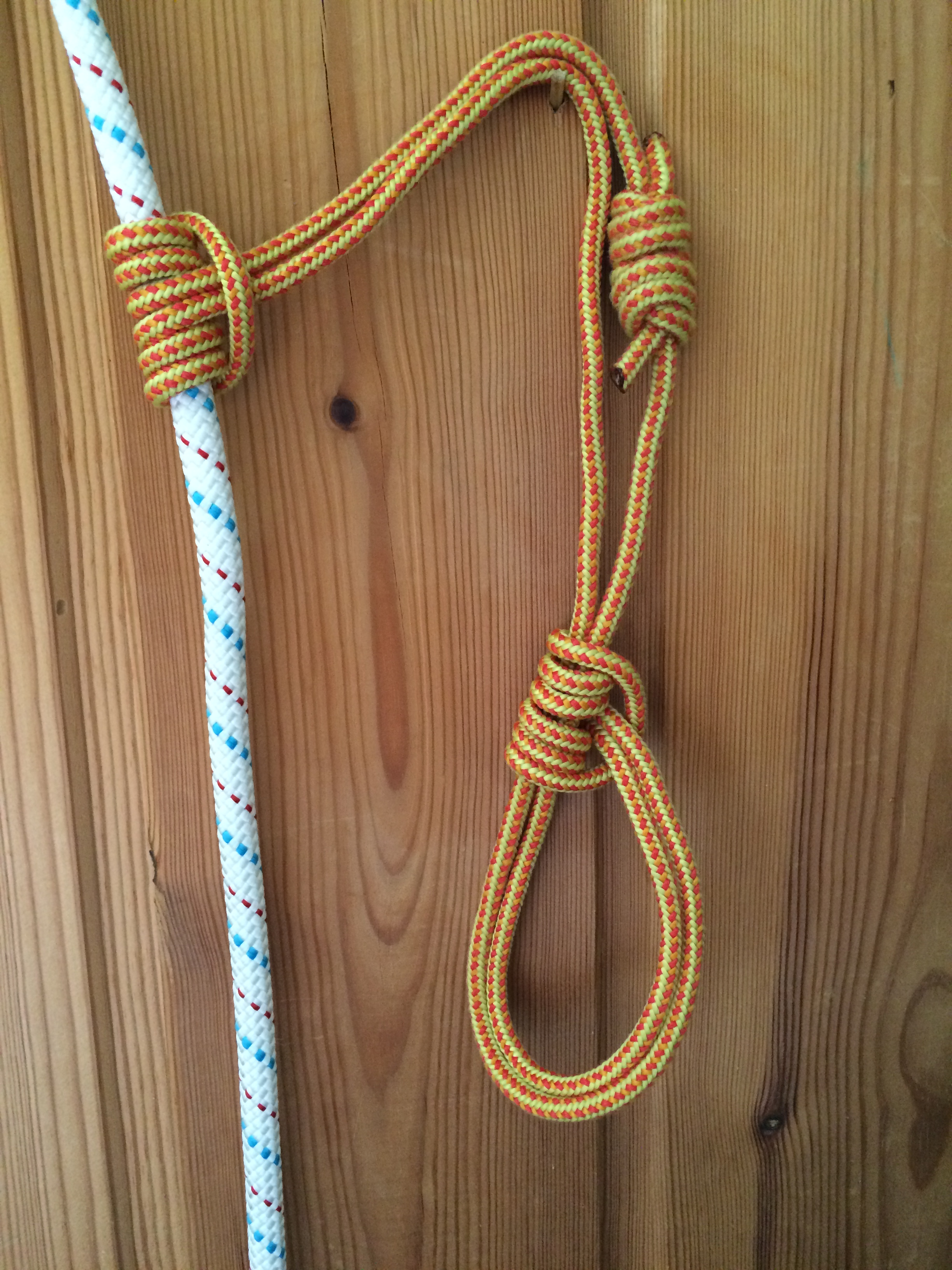
парсел прусик возможно использовать для самостраховки во время подъёма в технике «грудь-нога»

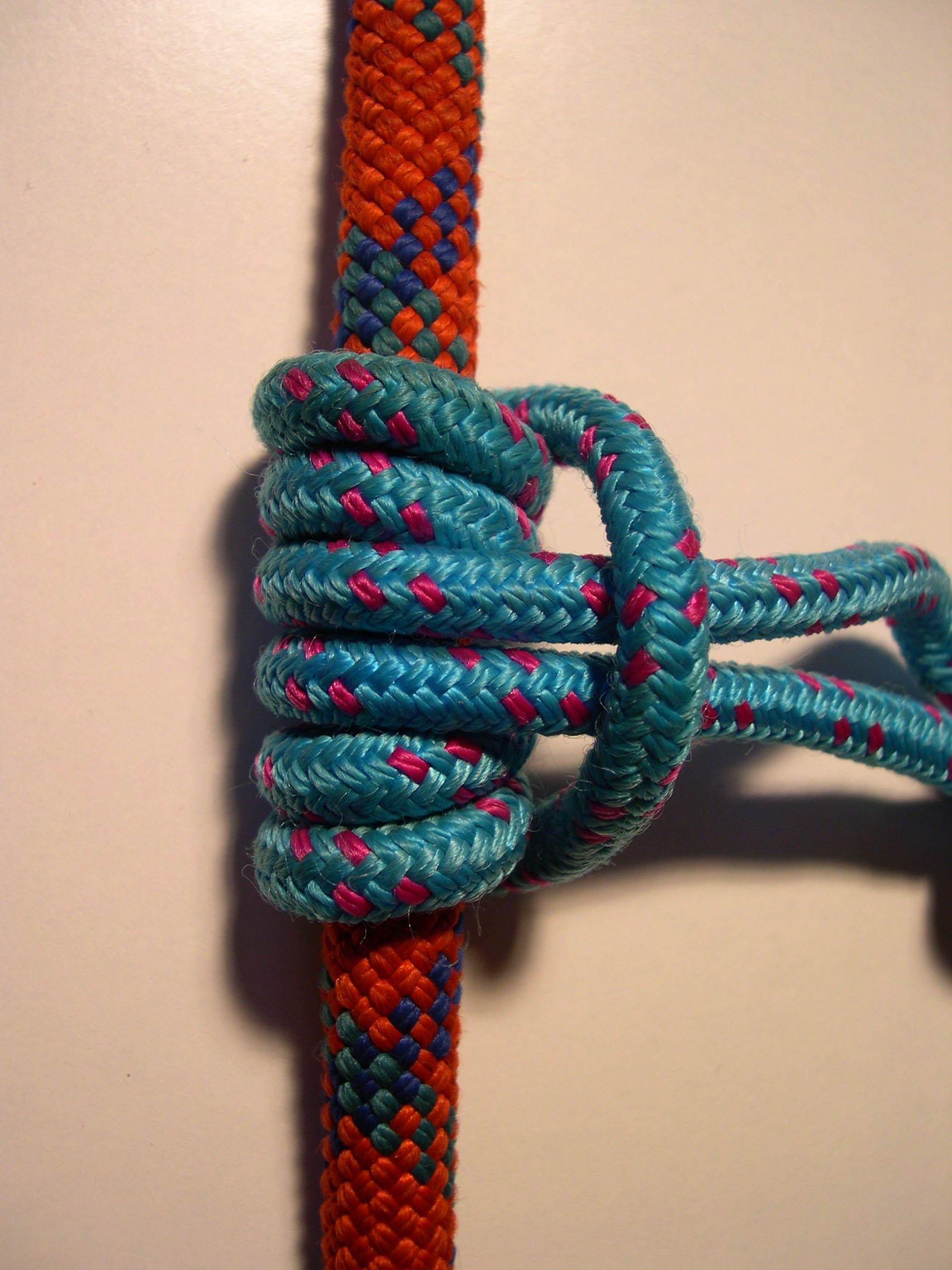
петлёй репшнура завязан узел Прусика из 3-х оборотов на альпинистской верёвке

Грудь-нога́ в альпинизме — способ подъёма по закреплённой альпинистской верёвке. Может быть осуществлён при помощи напарника двумя верёвками или самостоятельно по одинарной верёвке с помощью узлов Прусика.

## Прошлое

### С напарником
Более опытный напарник наверху закрепляет пару верёвок. Стоящий внизу обвязывается вокруг груди концом одной верёвки и создаёт узел «стремя» для опоры ступни ноги на конце другой верёвки, выкрикивает «готово!» и держится руками за верёвку. По команде «грудь!» стоящего внизу, находящийся наверху тянет одну верёвку и закрепляет. По команде «нога!» стоящего внизу, находящийся наверху тянет другую верёвку и закрепляет. Эти команды и приёмы повторяют попеременно, пока находящийся внизу альпинист не будет поднят наверх.

### Самостоятельно
Необходимо иметь 3 петли: первую — для груди, вторую — для одной ноги, третью — для другой ноги. Завязать узел Прусика петлёй самостраховки на верёвке и закрепить вокруг груди. Ниже закрепить пару петель на верёвке для ног. Петля груди страхует и удерживает тело в вертикальном положении, а петли ног попеременно передвигают вверх и нагружают весом тела.

## Настоящее
В настоящем существует множество способов подъёма по верёвке. Могут быть использованы различные схватывающие узлы, подъёмные устройства, узел Гарда, карабины, как техника «грудь-нога», так и «нога-нога», «грудь-лесенка».